# (33618) 1999 JA66
1999 JA66 (asteroide 33618) é um asteroide da cintura principal. Possui uma excentricidade de 0.15352540 e uma inclinação de 2.93779º.
Este asteroide foi descoberto no dia 12 de maio de 1999 por LINEAR em Socorro.